# Una giornata particolare
Una giornata particolare è un film italiano del 1977 diretto da Ettore Scola.
La pellicola ha assunto fin dalla sua prima uscita nelle sale un ruolo molto importante come forma di denuncia contro il fascismo, i ruoli di genere a discapito delle donne e la persecuzione dell'omosessualità da parte del regime di Mussolini (ancora in pieno vigore nel periodo d'ambientazione del film).
La pellicola è stata selezionata tra i 100 lungometraggi italiani da salvare.
Presentata in concorso al 30º Festival di Cannes, la pellicola ha ottenuto vari riconoscimenti internazionali vincendo, tra gli altri, il Golden Globe quale miglior film straniero e ricevendo inoltre due candidature al Premio Oscar, per il miglior film straniero e per il miglior attore, a Marcello Mastroianni.

## Trama

Antonietta e Gabriele

La pellicola è ambientata a Roma, a Palazzo Federici, blocco residenziale di enormi dimensioni vicino al centro della città, e si svolge interamente nell'arco di alcune ore di una singola giornata. La vicenda riassume la vita di due persone: Antonietta, madre di sei figli e casalinga apparentemente tranquilla ma in realtà profondamente infelice, è sposata con un impiegato ministeriale, Emanuele, fervente fascista, mentre Gabriele è un ex radiocronista dell'EIAR.
I due si conoscono nella giornata del 6 maggio 1938, data della storica visita di Adolf Hitler a Roma, quando Antonietta è comunque costretta a vegliare sul focolare, mentre quasi tutti gli abitanti del caseggiato affluiscono alla parata in onore del Führer. Nell'enorme casermone popolare, semideserto, si accorge della presenza di un suo dirimpettaio, cui chiede aiuto per la cattura dell'uccello domestico scappato dalla finestra.
Gabriele, che fino a un attimo prima stava meditando il suicidio, corre in aiuto della donna e, improvvisamente sollevato, inizia a scherzare, accenna passi di rumba con lei e le offre anche in dono il suo romanzo preferito, I tre moschettieri. Antonietta rincasa, ma dopo poco Gabriele suona alla porta perché lei ha dimenticato di prendere il libro. L'uomo si trattiene con la scusa di bere un caffè, nonostante la portinaia del palazzo sconsigli ad Antonietta di frequentare il vicino, che lei definisce «un bisbetico, un cattivo soggetto», rimarcando il fatto che, come se non bastasse, l'uomo è sospettato anche di essere antifascista.
Nel frattempo Gabriele scopre un album dove Antonietta conserva le fotografie del Duce e le sistema il lampadario della cucina. Successivamente la donna va a raccogliere il bucato steso sul terrazzo e Gabriele la segue volontariamente con la scusa di passare dal terrazzo attraverso la lavanderia per non farsi notare dalla portinaia. Lei tenta di conquistarlo sul terrazzo, volendo cogliere un'occasione per fuggire dall'esistenza grama e succube e da un marito che la tradisce con una maestra di scuola. Gabriele però le deve confessare la sua omosessualità, causa principale del suo licenziamento dalla radio di Stato. Riprende quindi una frase che Antonietta aveva scritto sull'album dedicato al Duce: «L'uomo deve essere marito, padre e soldato», facendo capire come lui non sia nessuno dei tre.

Marcello Mastroianni in una scena del film

Superato il momento di cocente delusione da parte di Antonietta, che dà anche uno schiaffo a Gabriele per poi rinfacciargli la tentata seduzione, i due si ritrovano a confessarsi i propri problemi e arrivano a consumare un rapporto sessuale. Per Gabriele è anche il giorno in cui deve essere condotto al confino in Sardegna, sempre a causa della sua sessualità.
Antonietta lo vede mentre viene condotto via da due guardie; la donna, che ha interrotto la lettura del libro regalatole da Gabriele, si ritrova bruscamente costretta a tornare alla sua realtà domestica e a raggiungere a letto il marito, intenzionato a generare il settimo figlio per ricevere l'ambito premio per le famiglie numerose e magari dargli come nome Adolfo in onore dell'illustre alleato.

## Produzione

Antonietta mentre legge I tre moschettieri, il libro regalatole da Gabriele, disobbedendo al marito che la chiama dalla camera da letto

### Sviluppo
Georges Sadoul ha scritto che Una giornata particolare «filtra un'eredità di De Sica, si pone come fantomatico "capolavoro mancato" che doveva (ma non poteva) essere realizzato sotto il regime». La tematica del film è il cambiamento interiore al cospetto del diverso da sé. «Nel rumore di piatti di un pranzo a due, consumando una frittata (guarda caso, una scena simile, sempre con gli stessi interpreti, si vede anche ne I girasoli di Vittorio De Sica) cascano i fronzoli e le imposizioni strutturali e i due fanno l’amore, lontani da idee politiche e scelte sessuali, vicini solo a livello sentimentale, uniti in quella stretta che li vede uniti, diversi, uguali».
Gli autori del film, Maurizio Costanzo, Ruggero Maccari ed Ettore Scola, anche regista, scrissero la sceneggiatura poco dopo che Maccari, dopo essersi documentato, aveva appreso del crudele destino che tanti omosessuali dichiarati subirono nell'Italia fascista: molti  infatti vennero arrestati e mandati al confino in isole lontane come Ustica e le Tremiti e una parte di loro   addirittura condannata ai lavori forzati in Sardegna, nelle miniere di Carbonia, centro minerario fondato dal regime in Sardegna.

### Cast
Nella parte di una figlia emancipata della protagonista recita Alessandra Mussolini, nella realtà nipote di Benito Mussolini (nonno) e di Sophia Loren (zia). È inoltre la prima e unica esperienza come interprete cinematografico per il futuro doppiatore Vittorio Guerrieri, interprete televisivo e teatrale in seguito noto per la voce italiana dell'attore Ben Stiller, che in un'intervista ha rivelato di non aver mai incontrato Marcello Mastroianni sul set. Chi invece recita la parte del marito di Antonietta è l'attore canadese John Vernon (il film è coprodotto col Canada).
La voce che scandisce alla radio frasi rutilanti provenienti dalla portineria del condominio in occasione dell'arrivo di Hitler a Roma è di Guido Notari ed è tratta da un documentario Luce che tuttavia non si riferisce direttamente alla storica visita del dittatore tedesco.

#### Personaggi
Si è ipotizzato che il complesso personaggio di Gabriele, interpretato da Marcello Mastroianni, fosse stato ispirato al reale Nunzio Filogamo, conduttore radiofonico che negli anni quaranta venne licenziato dal regime fascista. In realtà Filogamo ebbe una brillante carriera nella radio italiana sino al 1943, quando fu licenziato non a causa della sua presunta omosessualità, ma per il suo rifiuto a recarsi in Germania a lavorare per le truppe tedesche.

### Musiche non originali
La canzone udibile in sottofondo durante la scena finale del film è Horst-Wessel-Lied, inno ufficiale del nazismo dal 1930 al 1945, nonché secondo inno nazionale della Germania nello stesso periodo; Antonietta, nella prima parte della pellicola, rimasta sola in casa dopo che tutti i suoi familiari sono usciti, canticchia Mamma, canzone composta però soltanto nel 1940, due anni dopo l'evento.

### Riprese
Il film negli esterni e in parte degli interni è stato interamente girato, dal 13 dicembre 1976 al 18 febbraio 1977, a Roma in una delle case di viale XXI Aprile, i cosiddetti palazzi Federici, il più grande complesso di case popolari costruito in Italia negli anni trenta. All'inizio del film, per descrivere l'edificio, Ettore Scola ha voluto un lunghissimo piano sequenza, tra i più complessi nella storia del cinema italiano. Nello stesso stabile è stato girato anche il film Romanzo di un giovane povero.

## Distribuzione
Distribuito in Italia dalla Gold Film di Firenze a partire dal 12 agosto 1977, la pellicola viene prodotta da Carlo Ponti. Nonostante l'interpretazione di Mastroianni sia ignorata dalle premiazioni italiane, l'attore ottiene la sua seconda candidatura all'Oscar al miglior attore. L'interpretazione della Loren invece verrà premiata con il David di Donatello, il Nastro d'argento e il Globo d'oro.

### Home video
Nel mondo, la statunitense The Criterion Collection ha poi distribuito il film anche su Blu-ray e DVD dal 13 ottobre 2015.

## Accoglienza

### Critica
Il film fu accolto al Festival di Cannes in maniera entusiasta (come non accadeva da anni per un film italiano), pur non vincendo premi.
Il critico cinematografico Giovanni Grazzini scrisse sull'articolo del Corriere della Sera, del 20 maggio 1977, che grazie a Una giornata particolare, Padre Padrone e Un borghese piccolo piccolo «il nostro paese riscuote a Cannes un successo senza precedenti, che ne risarcisce le vergogne».
Anche Vincent Canby, scrivendo per il New York Times una recensione mista, apprezzò molto «i temi impegnati del film, presentati tuttavia con ironia ed efficacia: in più la grandezza di Sophia Loren con la complicità di Marcello Mastroianni è accattivante e attira bene il pubblico… Peccato che entrambi i protagonisti siano troppo affascinanti per interpretare i loro personaggi! (membri poveri e ignoranti del popolino) e perciò, sebbene mi dolga dirlo, il film non ha funzionato».

## Riconoscimenti
Il film è stato poi selezionato tra i 100 film italiani da salvare nel 2008.
- 1978 - Premio Oscar
  - Candidatura per il miglior attore protagonista a Marcello Mastroianni
  - Candidatura per il miglior film straniero (Italia)
- 1978 - Golden Globe
  - Miglior film straniero (Italia) a Ettore Scola
  - Candidatura per il miglior attore in un film drammatico a Marcello Mastroianni
- 1978 - David di Donatello
  - Migliore regia a Ettore Scola
  - Miglior attrice protagonista a Sophia Loren
- 1978 - Nastro d'argento
  - Miglior attrice protagonista a Sophia Loren
  - Migliore sceneggiatura a Maurizio Costanzo, Ruggero Maccari e Ettore Scola
  - Miglior colonna sonora a Armando Trovajoli
- 1978 - Globo d'oro
  - Miglior film
  - Miglior attore a Marcello Mastroianni
  - Miglior attrice a Sophia Loren
- 1978 - Grolla d'oro
  - Miglior attore a Marcello Mastroianni
- 1978 - Premio César
  - Miglior film straniero a Ettore Scola
- 1977 - Festival di Cannes
  - Candidatura per la Palma d'oro a Ettore Scola
- 2014 - Mostra internazionale d'arte cinematografica
  - Leone per il miglior classico restaurato[18]

## Inesattezze storiche

Antonietta e Gabriele mentre scherzano sul terrazzo del caseggiato.

- Per quasi tutta la durata del film, dall'apparecchio radiofonico della portinaia si ascolta ad alto volume la voce del radiocronista, che commenta le varie fasi della visita di Hitler nella giornata del 6 maggio 1938. Dalla conversazione tra Antonietta e Gabriele viene citato, da costui, il nome di Guido Notari come voce dell'EIAR, a commento degli avvenimenti che si svolgono in contemporanea nelle strade della capitale. In realtà Guido Notari svolgeva, presso Radio Roma, l'attività di capo annunciatore e lettore; pertanto, non essendo giornalista, non poteva svolgere il lavoro di radiocronista. Di conseguenza, la voce che si ascolta dovrebbe appartenere a uno dei radiocronisti, tra cui Fulvio Palmieri, Franco Cremascoli e Mario Ortensi, coordinati da Vittorio Veltroni, organizzatore della trasmissione. Il vero nome della voce, che si sente dalle radio, non è stato ancora individuato con certezza, in quanto la radiocronaca originale quasi certamente è andata perduta.

## Edizioni
- Ettore Scola e Ruggero Maccari, Una giornata particolare : soggetto e sceneggiatura

, con una nota di Maria Antonietta Macciocchi, Longanesi, 1977

## Adattamenti
Nel 1982 Ettore Scola, Ruggero Maccari e Gigliola Fantoni (moglie di Scola), hanno tratto dalla sceneggiatura del film la pièce teatrale Una giornata particolare, portata in scena al Teatro Parioli di Roma il 12 febbraio 1982 per regia di Vittorio Caprioli, con Giovanna Ralli (Antonietta) e Giancarlo Sbragia (Gabriele).
Nella stagione 2002-2003 una nuova messinscena è prodotta dal Teatro Stabile di Bolzano: diretta da Marco Bernardi, vede Patrizia Milani e Carlo Simoni nei ruoli dei due protagonisti. 
Allestimenti si registrano anche in Francia (Lione e Parigi), Spagna (Barcellona e Madrid), Paesi Bassi, Canada, Argentina e altri Paesi.
In Italia il testo è stato poi riproposto il 31 marzo 2016 al Teatro Ambra Jovinelli di Roma per la regia di Nora Venturini, con Valeria Solarino e Giulio Scarpati come protagonisti.